# Етническа омраза
Етническа омраза, междуетническа омраза, расова ненавист или етническо напрежение се отнася до чувства и действия, произтичащи от враждебност, ненавист, омраза и предразсъдъци към определена етническа група в различни степени .
Има различни причини за етническата омраза и резултиращите от това етнически конфликти. В някои общества може да се дължи на исторически немирно съществуване заедно или да произтичат от реални диспути и спорни точки.
Често етническия конфликт се разраства, бидейки подклаждан от национализма и чувството за национално превъзходство. По тази причина, особено когато е свързано с външни (и специфично арийската теория - арианизъм) характеристики граничи с расизма и фашизма.
От друга страна етническият конфликт може да произтича от чувството за реална или възприемана дискриминация от определена етническа група, виж „обратен расизъм“ и обратна дискриминация.
Етническата омраза е често експлоатирана и дори подпалвана от някои политически лидери с цел да постигнат своя „дневен ред“ или с цел за консолидиране на нацията и електората (напр. с войната в Украйна и тезисите за „опасности над руското малцинство там“ Путин достига подкрепа от 83% ) чрез идеята за обединена борба срещу общ (реален или имагинерен) враг .
В много страни подглаждането на етническа или расова омраза е криминално деяние.